# Daska
Daska é uma cidade do Paquistão localizada na província de Punjab.